# Amancey
Amancey ist eine französische Gemeinde mit 731 Einwohnern (Stand: 1. Januar 2022) im Département Doubs in der Region Bourgogne-Franche-Comté und Hauptort des Kantons Ornans im Arrondissement Besançon.

## Geographie
Amancey liegt auf 584 m über dem Meeresspiegel, etwa zehn Kilometer südwestlich von Ornans und 22 Kilometer südlich der Stadt Besançon (Luftlinie). Das Haufendorf erstreckt sich im Jura, auf dem Plateau von Amancey, das sich zwischen den Tälern von Loue und Lison ausdehnt.
Die Fläche des 13,78 km² großen Gemeindegebiets umfasst einen Abschnitt des französischen Juras. Der Hauptteil des Gebietes wird vom Plateau von Amancey eingenommen, das durchschnittlich auf 600 m liegt und überwiegend von Wiesland, teils auch von Wald bestanden ist. Das Plateau besitzt keine oberirdischen Fließgewässer, weil das Niederschlagswasser im verkarsteten Untergrund versickert. Gegen Süden steigt das Plateau leicht an, so dass am Hangfuß unterhalb von Déservillers mit 636 m die höchste Erhebung von Amancey erreicht wird. Die westliche Abgrenzung liegt oberhalb des Steilabfalls zum tief eingeschnittenen Erosionstal des Ruisseau de Malans (Zufluss der Loue). Nach Osten erstreckt sich das Gemeindeareal in das Waldgebiet des Grand Bois. Hier entspringt der Ruisseau de Noirvaux und senkt sich ebenfalls rasch in das tiefe Tal von Noirvaux ein, dessen Hänge an der Oberkante von markanten Kalkfelswänden gekrönt werden.
Nachbargemeinden von Amancey sind Fertans im Norden, Flagey und Bolandoz im Osten, Déservillers im Süden sowie Éternoz-Vallée-du-Lison und Malans im Westen.

## Geschichte
Das Gemeindegebiet von Amancey war schon sehr früh besiedelt. Aus der vorgeschichtlichen Zeit zeugt der Tumulus von Château-Murger, während aus der gallorömischen Zeit Überreste eines Landgutes und eines Verkehrsweges gefunden wurden.
Erstmals urkundlich erwähnt wird Amancey im 12. Jahrhundert. Es gehörte damals zur Pfarrei Fertans. Im Mittelalter gründete der Templerorden hier ein Hospital. Zusammen mit der Franche-Comté gelangte das Dorf mit dem Frieden von Nimwegen 1678 an Frankreich. Zu einer Gebietsveränderung kam es 1972, als die vorher selbständigen Gemeinden Amondans, Cléron, Fertans und Malans mit Amancey zu einer Großgemeinde fusionierten. Diese hatte jedoch nicht lange Bestand, wurde doch Amondans bereits 1978 wieder abgetrennt, während Cléron, Fertans und Malans ihre Selbständigkeit 1980 zurückerhielten. Heute ist Amancey als einwohnerreichste Gemeinde des Plateaus der Verwaltungssitz der Communauté de communes Amancey-Loue-Lison und des Pays de Loue-Lison.

## Sehenswürdigkeiten
Die Pfarrkirche Saint-Jean-Baptiste wurde 1805 erbaut und besitzt eine reiche Ausstattung, darunter ein Chorgestühl aus dem 18. Jahrhundert (vom Paulanerorden in Ornans) und eine bemalte Christusstatue aus Holz aus dem 17. Jahrhundert.
Im alten Ortskern sind zahlreiche Bauernhäuser im charakteristischen Stil des Haut-Doubs aus dem 17. bis 19. Jahrhundert erhalten.

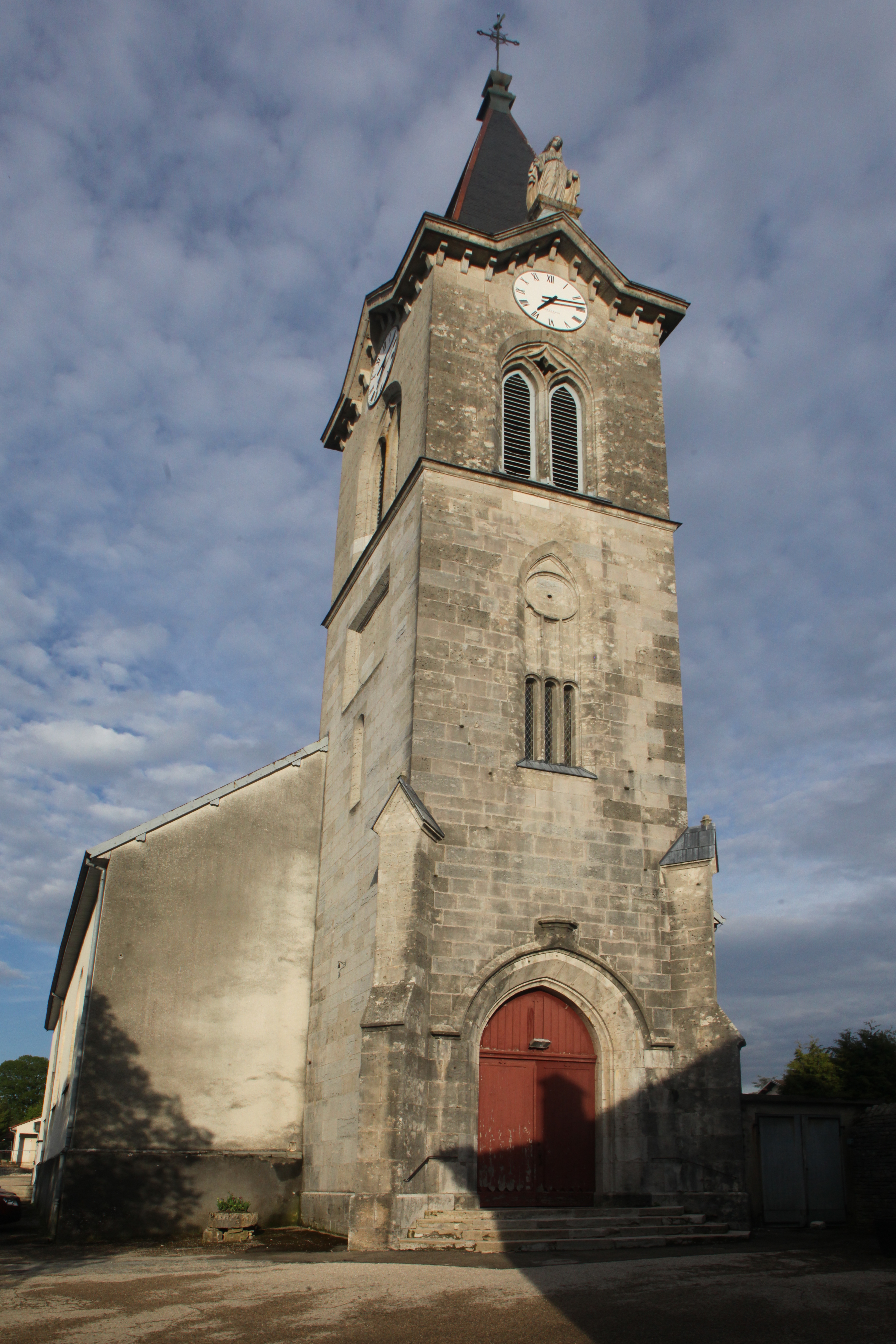
Kirche Saint-Jean-Baptiste

## Bevölkerung
| Jahr                       | 1962 | 1968 | 1975 | 1982 | 1990 | 1999 | 2006 | 2016 |
| Einwohner                  | 489  | 461  | 451  | 505  | 535  | 616  | 627  | 679  |
| Quellen: Cassini und INSEE |      |      |      |      |      |      |      |      |

Mit 731 Einwohnern (1. Januar 2022) gehört Amancey zu den kleinen Gemeinden des Département Doubs. Nachdem die Einwohnerzahl in der ersten Hälfte des 20. Jahrhunderts deutlich abgenommen hatte (1886 wurden noch 697 Personen gezählt), wurde seit Mitte der 1970er Jahre wieder ein kontinuierliches Bevölkerungswachstum verzeichnet.

## Wirtschaft und Infrastruktur
Amancey war bis weit ins 20. Jahrhundert hinein ein vorwiegend durch die Landwirtschaft (Ackerbau, Obstbau und Viehzucht) und die Forstwirtschaft geprägtes Dorf. Daneben gibt es heute einige Betriebe des Klein- und Mittelgewerbes, darunter in den Branchen Metall- und Holzverarbeitung sowie verschiedene Geschäfte des Einzelhandels. Mittlerweile hat sich das Dorf auch zu einer Wohngemeinde gewandelt. Viele Erwerbstätige sind Wegpendler, die in den größeren Ortschaften der Umgebung ihrer Arbeit nachgehen.
Die Ortschaft liegt abseits der größeren Durchgangsstraßen an der Departementsstraße D473, die von Besançon nach Levier führt. Weitere Straßenverbindungen bestehen mit Flagey, Bolandoz, Éternoz und Malans.